# Nuon Chea
Nuon Chea, cũng gọi là Long Bunruot, (tên lúc sinh Lau Ben Korn, 7 tháng 7 năm 1926, tại làng Voat Kor, tỉnh Battambang – 4 tháng 8 năm 2019 tại Phnôm Pênh), là một nhà chính trị và nhà tư tưởng Khmer Đỏ, là một người Campuchia gốc Hoa.. Ngày 4 tháng 8 năm 2019, Tòa án Quốc tế xử án Tội ác Khmer đỏ (ECCC) thông báo Cựu thủ lĩnh Khmer Đỏ Nuon Chea đã chết ở tuổi 93 tại Bệnh viện Hữu nghị Khmer – Liên Xô ở Thủ đô Phnôm Pênh.

## Tiểu Sử
Nuon Chea sinh ngày 7 tháng 7 năm 1926 trong một gia đình trung lưu tại tỉnh Battambang. Trong thập niên 1940, Nuon Chea học tại Đại học Thammasat ở Bangkok và làm việc bán thời gian cho Bộ Ngoại giao Thái Lan. Ông bắt đầu hoạt động chính trị ở trong Đảng Cộng sản Xiêm ở Bangkok.
Nuon Chea rời Thái Lan vào năm 1950 khi một chế độ chống cộng lên nắm quyền ở đó. Tại Battambang, Nuon Chea đã cùng một ngươi chú họ Sieu Heng tham gia Đảng Cộng sản Đông Dương. Chea đã học hai năm tại các trường đảng ở Việt Nam trước khi trở về Campuchia vào năm 1955.
Tháng 9 năm 1960, Nuon Chea được bầu làm phó Tổng Bí thư của Đảng nhân dân cách mạng Khmer. Ba năm sau, Chea tiếp tục giữ chức vụ Phó tổng bí thư của Đảng Công nhân Campuchia (sau này được đổi tên là Đảng Cộng sản Campuchia) vào năm 1963 dưới quyền của Pol Pot, người đã leo từ vị trí thứ ba lên chức Tổng bí thư Đảng thay cho Tou samouth bị ám sát trước đó.. 
Không giống với phần lớn các lãnh đạo của Khmer Đỏ, ông đã không du học tại Paris mà du học tại Bangkok, Thái Lan. Cuối thập niên 1960, ông lẫn trốn vào rừng cùng với nhiều thành viên chủ chốt khác của Khmer Đỏ như Saloth Sar (tức Pol Pot), Ieng Sary, Hou Yuon, Son Sen, Khieu Samphan...bắt đầu tiến hành cuộc chiến tranh vũ trang chống chính quyền của Lon Nol. Ngày 17 tháng 4 năm 1975, Khmer Đỏ lật đổ Cộng Hòa Khmer và lên nắm quyền tại Campuchia.
Trong thời kỳ Khmer Đỏ cầm quyền từ tháng 4 năm 1975 đến tháng 1 năm 1979, ông được mọi người biết đến với biệt danh "Anh Hai".
Tháng 3 năm 1976, Nuon Chea được bầu làm  Chủ tịch Quốc hội của nhà nước Campuchia Dân Chủ, cũng có thời điểm Nuon Chea còn giữ chức vụ Thủ tướng trong một thời gian ngắn.
Được biết đến là nhân vật quyền lực đứng thứ 2 trong hàng ngũ lãnh đạo Khmer Đỏ chỉ sau Pol Pot, Nuon Chea đã thi hành những chính sách tàn bạo, cũng như ra lệnh thanh trừng và xử tử nhiều cán bộ cao cấp khác của Khmer Đỏ tại nhà tù S21 như Hu Nim, Ney Sarran, Koy Thuon, Keo Meas và Vorn Vet.
Khi chính quyền Khmer Đỏ bị sụp đổ vào tháng 1 năm 1979, Nuon Chea cùng với tàn quân còn lại của Pol Pot dời căn cứ sang vùng hẻo lánh Anlong Veng tiến hành chiến tranh du kích chống lại quân chính phủ mới vừa thành lập của Heng Samrin và Hun Sen.
Ngày 29 tháng 12 năm 1998, sau một thỏa thuận với chính phủ, Nuon Chea đã đầu hàng trong một phần của các tàn dư chống cự cuối cùng của Khmer Đỏ. Trong một cuộc họp báo sau thỏa thuận này, ông đã bày tỏ nỗi buồn mà người dân Campuchia đã phải gánh chịu bằng một diễn văn ngắn gọn. Chính phủ của Hun Sen, người mà cũng là sĩ quan quân đội Khmer Đỏ cho tới giữa năm 1977, bỏ qua không truy tố Chea, một quyết định bị nhiều bộ phận dân chúng và cộng đồng quốc tế lên án. Dù có nhiều thuộc hạ và tài liệu cho thấy ông phạm tội ác chống nhân loại, ông vẫn sống tự do nhiều năm ở một ngôi nhà khiêm tốn ở Pailin với vợ gần biên giới Thái Lan.
Ngày 19 tháng 9 năm 2007, Nuon Chea bị bắt tại nhà mình ở Pailin và được đưa lên máy bay đến Phnôm Pênh nơi ông bị cáo buộc tội ác chiến tranh và tội ác chống nhân loại, và đã bị tòa án, được Liên Hợp Quốc tài trợ, xử tù chung thân vào ngày 07 tháng 8 năm 2014. Đến ngày 16 tháng 11 năm 2018, ông ta và Khieu Samphan cũng bị Toà án Quốc tế xét xử và cũng phải nhận bản án tương tự.
Ngày 4 tháng 8 năm 2019, Nuon Chea mất tại bệnh viện Phnôm Pênh ở tuổi 93.